# 钟灵乡 (锦屏县)
钟灵乡，是中华人民共和国贵州省黔东南苗族侗族自治州锦屏县下辖的一个乡镇级行政单位。

## 行政区划
钟灵乡下辖以下地区：
钟灵村、阳艾村、官舟村、寨稿村、稿炳村、高寨村、坪寨村、干冲村、八佰村、地娄村、展金村、贡村和八客村。